# Chamaeza
Chamaeza là một chi chim trong họ Formicariidae.